# Àlvar IV del Congo
Álvaro IV Nzinga a Nkuwu va ser un manikongo del regne del Congo des del 1631 fins a la seva mort el 1636.
Va ser l'últim rei de la dinastia Kwilu que havia governat el regne amb una interrupció des de 1567. Era fill d'Àlvar III del Congo i va prendre possessió del tron a l'edat de tretze anys. Va arribar al poder durant un temps de grans disturbis en el regne, i si no per la intervenció dels futurs reis Àlvar VI i Garcia II, el seu regnat podria han estat molt més curt. Només cinc anys després d'haver-se instal·lat al tron, el duc de Mbamba, Daniel da Silva, va marxar a la capital de São Salvador amb la pretensió de "protegir el seu nebot dels estrangers". El rei va fugir amb els seus protectors on van lluitar una batalla campal contra les forces de Da Silva en un pantà. Les forces del rei sota la direcció dels germans de la família Lukeni Àlvar i Garcia van sortir victoriosos, i Àlvar IV va ser posat de nou al tron. El 1636, el rei va morir emmetzinat i Álvaro V, cosí dels germans Lukeni, va prendre el tron per a la Casa de Kimpanzu.